# The International Journal of Developmental Biology
The International Journal of Developmental Biology é uma revista científica de acesso aberto, revisada por pares, que abrange pesquisas em Biologia do desenvolvimento. O atual editor-chefe é Juan Arechaga (Universidade do País Basco). Foi fundada em 1953 como Anales del desarrollo e obteve seu nome atual em 1989.

## Indexação
A revista está indexada na base de dados MEDLINE. De acordo com o Journal Citation Reports, o periódico possui um fator de impacto de 1,902 (2018), ocupando o 42º lugar, de um total de 43 periódicos, na categoria "Biologia do desenvolvimento".